# Stockstadt am Main
Stockstadt am Main è un comune tedesco di 8 020 abitanti, situato nel land della Baviera, nel distretto della Bassa Franconia, al confine con l'Assia.
L'insediamento fu stabilito dai Romani (come si può vedere dallo stemma che riporta un elmo da miles) che costruirono qui un forte nel I secolo dopo Cristo.